# Samoa Amerykańskie na Letnich Igrzyskach Olimpijskich 2024
Samoa Amerykańskie na Letnich Igrzyskach Olimpijskich 2024 – występ kadry sportowców reprezentujących Samoa Amerykańskie na igrzyskach olimpijskich, które odbyły się w Paryżu we Francji, w dniach 26 lipca – 11 sierpnia 2024.
Reprezentacja Samoa Amerykańskiego liczyła dwóch zawodników – kobietę i mężczyznę, którzy wystąpili w 2 dyscyplinach.
Był to dziesiąty start Samoa Amerykańskiego na letnich igrzyskach olimpijskich.

## Reprezentanci

### Lekkoatletyka
| Zawodnik               | Konkurencja       | Runda 1  | Runda 1 | Runda 2  | Runda 2 | Półfinał | Półfinał | Finał    | Finał   | Źródło |
| Zawodnik               | Konkurencja       | Rezultat | Pozycja | Rezultat | Pozycja | Rezultat | Pozycja  | Rezultat | Pozycja | Źródło |
| ---------------------- | ----------------- | -------- | ------- | -------- | ------- | -------- | -------- | -------- | ------- | ------ |
| Filomenaleonisa Iakopo | bieg na 100 m (k) | 12,78    | 27.     | NQ       | NQ      | NQ       | NQ       | NQ       | NQ      | [ 1 ]  |

### Pływanie
| Zawodnik    | Konkurencja              | Eliminacje | Eliminacje | Półfinał | Półfinał | Finał | Finał | Źródło |
| Zawodnik    | Konkurencja              | Czas       | Poz.       | Czas     | Poz.     | Czas  | Poz.  | Źródło |
| ----------- | ------------------------ | ---------- | ---------- | -------- | -------- | ----- | ----- | ------ |
| Micah Masei | 100 m st. klasycznym (m) | 1:05,95    | 34.        | NQ       | NQ       | NQ    | NQ    | [ 2 ]  |